# Joseph Aloys von Froelich
Joseph Aloys von Froelich (Frölich) (10 de marzo de 1766-11 de marzo de 1841) fue un médico, botánico, zoólogo alemán, especialista en el  género de plantas  Coffea.

## Biografía
Estudió en las universidades de Ingolstadt, Erlangen y Viena, doctorándose en medicina en 1796 en Erlangen, con la disertación inusual para aquella facultad: "De Gentiana Dissertatio" (sobre la genciana).
Era el padre de Franz Anton Gottfried Frölich (1805–1878), que se especializó en Lepidoptera.
Estudió, entre otras, los géneros de plantas Crepis, Hieracium. También las briófitas. Confeccionó un importante herbario. Como zoólogo es considerado pionero de la helmintología (estudio de gusanos) y la descripción de la clase Linguatulidae

## Algunas publicaciones
- De Gentiana libellus sistens specierum cognitarum descriptiones cum observationibus. Accedit tabula aenea Erlangen: Walther, 1796 [Titel auch: De Gentiana, Erlangen: Kunstmann; De gentiana dissertatio; Dissertatio inauguralis de Gentiana], zugleich: Erlangen, Med. Diss. enero 1796
- Beschreibungen einiger neuer Eingeweidewürmer, in: Der Naturforscher, 24: 101-162, Halle, 1789
- Bemerkungen über einige seltene Käfer aus der Insektensammlung des Herrn Hofr. und Prof. Rudolph in Erlangen, in: Der Naturforscher, 26: 68-165, Halle, 1792

## Eponimia
Especies
- (Asteraceae) Crepis froelichii Steud.[1]
- (Asteraceae) Hieracium froelichii Fr.[2]
- (Asteraceae) Hieracium froelichii Jeanb. & Timb.-Lagr.[3]
- (Asteraceae) Phalacrodiscus froelichii Sch.Bip.[4]
- (Gentianaceae) Favargera froelichii (Jan) Á.Löve & D.Löve[5]
- (Scrophulariaceae) Veronica froelichiana Rchb.[6]